# ヤクート自治ソビエト社会主義共和国

ヤクート自治ソビエト社会主義共和国
Якутская Автономная Советская Социалистическая Республика
Саха автономнай сэбиэскэй социалистическэй республиката

ヤクート自治ソビエト社会主義共和国（ヤクートじちソビエトしゃかいしゅぎきょうわこく、サハ語: Саха автономнай сэбиэскэй социалистическэй республиката, ロシア語: Якутская Автономная Советская Социалистическая Республика (ЯАССР)）はソビエト連邦のロシア・ソビエト連邦社会主義共和国の自治共和国。簡略にヤクートASSRとも。
サハ人（ヤクート）は13世紀に中央アジアからやってきたとされ、12世紀の伝承的な王がこの地にサハの国を立てたとしている。この地域は極東と北東アジアの攻略のための支援と引き換えにロシア・ツァーリ国に自主的に参加した。先住民族はサハ人、チュクチ、ユカギール人、ドルガン人、エヴェンキ、エヴェンなどであった。
ロシア内戦中は白軍の影響下にあったが、赤軍がこの地を占領すると元あったヤクーツク州を取り除き1922年4月27日にサハ人の自治共和国を設置した。これはソ連初期に行われたコレニザーツィヤ政策の一つであった。しかし、名前に自治と入っており、法的な自治の根拠は整えられたが、実際にはモスクワから派遣された政治家が政治を行い、自治とはいえないような状況であった。
面積は3,103,200km2であり、1926年には289,000人が居住していた。首都はヤクーツク。気候は厳しく、冬は摂氏-50度以下に落ち込んだ。ヤクーツクは面積が広くモスクワ時間との差が+6、+7、+8時間になる三つの範囲を覆っていた。また、人口密度はソ連邦でも最も低いレベルであった。
ヤクートASSRは石油の埋蔵と製油で知られ、そのほかにも石炭、金、ダイアモンド、錫、大理石、岩塩、天然ガスなど豊富な鉱物資源があり、アルダンの金鉱など開発の簡単な物は早くから採掘が始まっていた。石油とガスの埋蔵地帯は南西のほとんどの部分を覆っており、大規模なガス、ガス濃縮物、石油ガス田が集中している。豊かな天然資源を持つため、ヤクートの工業は原料の生産と濃縮に集中した。
交通インフラが足りていないことが人口の少ないこの地域の発展を妨げていた。陸路の不十分な代わりに重要な交通に水路があり、最も重要な川はレナ川であった。

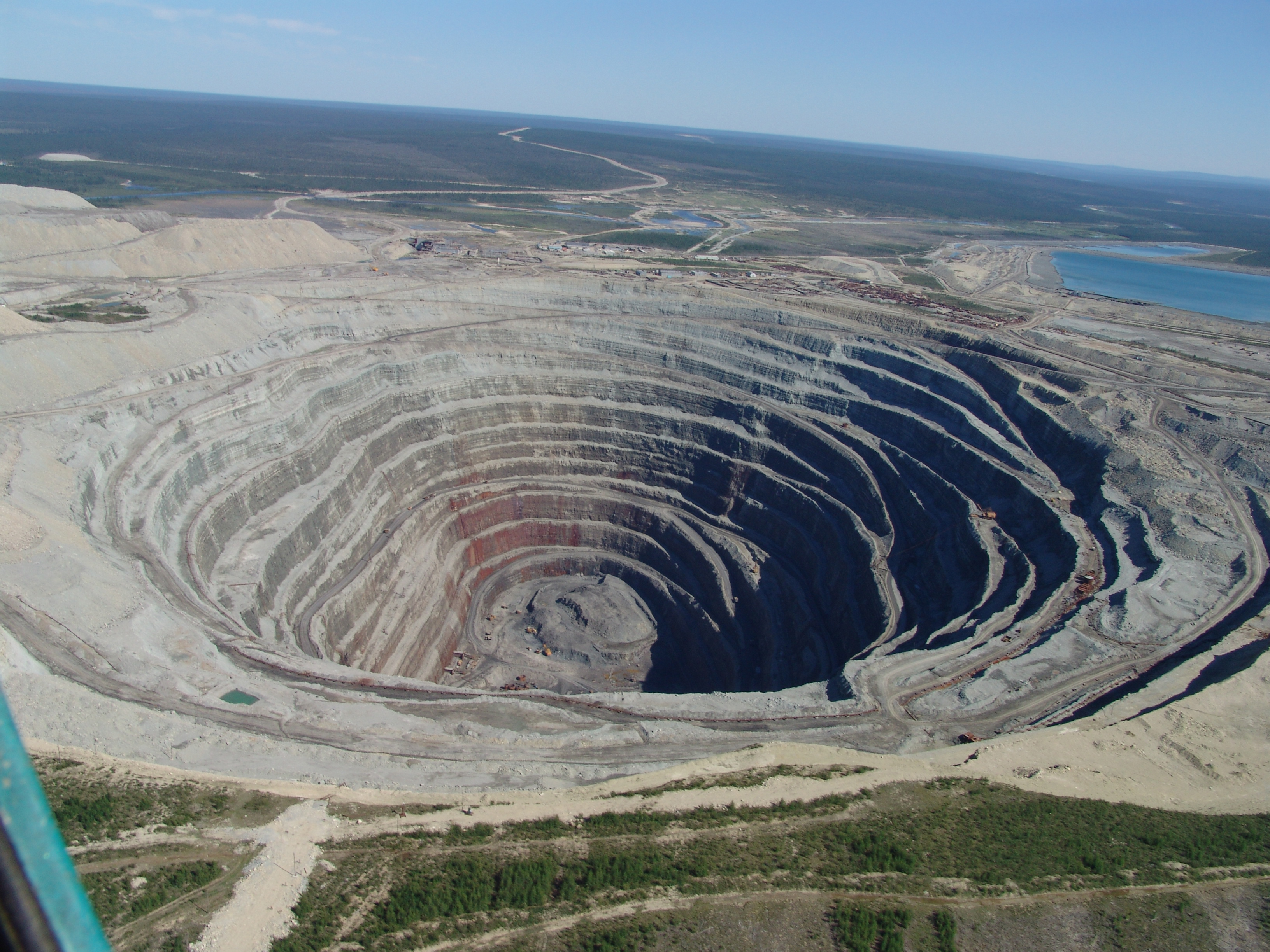
北極圏近くのダイヤモンド鉱山

大粛清やその他の粛清行為で流刑の地となったことや、金鉱山の開発のための移住から人口は徐々に拡大した。また、鉱物資源を新しく開発するために、シベリア送りとなった労働者が強制労働に付かされた。また、これらによってこの地域にはロシア人が多く住むようになった。1931年では人口の内、ヤクートが81.6%、エヴェンキ 4.6%、その他3.4%で、ロシア人は10.4%だった 。1960年代には多数派民族が入れ替わり始め1989年には人口が4倍近い109万4千人に達している。
1950年代には国内西部に大規模なダイヤモンド鉱山が、1960年代には南部にウラン鉱脈が見つかった。1974年から1987年にかけては12回地下核実験を行っている。
ヤクートASSRはソ連崩壊に伴って1990年9月27日に廃止され、ヤクート・サハソビエト社会主義共和国に名前を変え、さらにその後はサハ共和国に変化している。

## 人口の変化
| 年   | 人口      |
| ---- | --------- |
| 1926 | 289,000   |
| 1931 | 308,400   |
| 1959 | 488,000   |
| 1988 | 963,000   |
| 1989 | 1,094,065 |